# Valée-du-Ntem
Departament Valée-du-Ntem – departament w Regionie Południowym w Kamerunie ze stolicą w Ambam. Na powierzchni 7 303 km² żyje około 64,7 tys. mieszkańców.